# Pentaschistis aurea
Pentaschistis aurea là một loài thực vật có hoa trong họ Hòa thảo. Loài này được (Steud.) McClean mô tả khoa học đầu tiên năm 1926.